# 福童
福童（14世纪？—1358年），元朝唐兀人，河南庐州（今安徽合肥市）人，余阙的外甥。
余阙镇守安庆，福童善战有勇力，元惠宗至正十七年（1357年）冬，陈友谅包围安庆。至正十八年（1358年）正月，安庆城破，余阙自杀。福童在战斗中也阵亡。《元史》把福童误记为余阙的女儿，说他是投井而死。《新元史》《蒙兀兒史記》根据《死节记》，认为福童是余阙的外甥，作为战将战死。